# Йенс Кристиан Грьондал
Йенс Кристиан Грьондал (на датски: Jens Christian Grøndahl) е съвременен датски писател.
Роден е на 9 ноември 1959 година. Започва да пише поезия още като тийнейджър. В университета учи философия, но не завършва. После записва режисура, която завършва успешно.
Грьондал е автор на петнайсетина романа, както и на много есета и пиеси. Почти всичките му романи са номинирани за престижни награди. Преведени са на над 20 езика.
На български език е преведена книгата му „Тишина през октомври“ (2016 г.) от ИК „Колибри“ в превод на Ева Кънева.
| „ | Жените и мъжете са равни и това не е нещо, което може да се дискутира. Това е най-важната промяна, която се е случила през вековете в моята част на света. | “ |